# Kousoku Sentai Turboranger
Kousoku Sentai Turboranger (高速戦隊ターボレンジャー (Cao tốc Chiến đội Turboranger) Kōsoku Sentai Tāborenjā), tạm dịch là Chiến đội Cao tốc Turboranger là phần thứ 13 của thương hiệu tokusatsu nổi tiếng Super Sentai và là mùa đầu tiên phát sóng vào thời kỳ Bình Thành. Nó được phát sóng trên TV Asahi vào ngày 25 tháng 2 năm 1989 đến ngày 23 tháng 2 năm 1990, thay thế Choujyu Sentai Liveman và được thay thế bởi Chikyu Sentai Fiveman với tổng cộng 51 tập (1 tập đặc biệt trên TV và 50 tập thông thường). Tên quốc tế của nó bằng tiếng Anh được Toei liệt kê là Turbo Rangers. Turboranger cũng là loạt phim Super Sentai đầu tiên được phát sóng vào thứ Sáu thay vì thứ Bảy.

## Cốt truyện
Ngày xưa, con người đã bị bộ tộc ác quỷ đe doạ. Giới Tiên lo cho loài người nên đã phong ấn bộ tộc ác quỷ. Nhưng ngày nay, sự ô nhiễm của chúng mạnh lên nên phép thuật của Giới Tiên bị suy yếu nên chúng thoát khỏi phong ấn, Giới Tiên lo cho loài người nên đã trao cho 5 học sinh trung học "ngọn lửa nhiệt huyết" để họ trở thành những Turboranger chống lại bộ tộc ác quỷ.

## Nhân vật
- Riki Honoo (炎 力 (Viêm Lực) Honō Riki?) - Red Turbo (レッドターボ Reddo Tābo?)
- Daichi Yamagata (山形 大地 (Sơn Hình Đại Địa) Yamagata Daichi?) - Black Turbo (ブラックターボ Burakku Tābo?)
- Yohei Hama (浜 洋平 (Binh Dương Bình) Hama Yōhei?) - Blue Turbo (ブルーターボ Burū Tābo?)
- Shunsuke Hino (日野 俊介 (Nhật Dã Tuấn Giới) Hino Shunsuke?) - Yellow Turbo (イエローターボ Ierō Tābo?)
- Haruna Morikawa (森川 はるな (Sâm Xuyên Xuân Nại) Morikawa Haruna?) - Pink Turbo (ピンクターボ Pinku Tābo?)

Bộ phim thành công với 51 tập và 1 movie và đây cũng là Sentai đầu tiên có căn cứ của cả đội hoá thành Mecha
Trong the movie Gokaiger vs Goseiger vs Super Sentai 199 Hero Daikesen thì Riki Honoo/ Red Turbo xuất hiện và trao sức mạnh tối thượng của Turboranger cho Gokaiger.

## Âm nhạc
Mở đầu
- "Kousoku Sentai Turboranger" (高速戦隊ターボレンジャー Kōsoku Sentai Tāborenjā?)
  - Lyrics: Ikki Matsumoto (松本 一起 Matsumoto Ikki?)
  - Composition: Yoshimasa Inoue (井上 ヨシマサ Inoue Yoshimasa?)
  - Arrangement Ryō Yonemitsu (米光 亮 Yonemitsu Ryō?)
  - Artist: Kenta Satou (佐藤 健太 Satō Kenta?)

Kết thúc
- "Zigzag Seishun Road" (ジグザグ青春ロード Jiguzagu Seishun Rōdo?, "Zigzag Youth Road")
  - Lyrics: Ikki Matsumoto
  - Composition: Yoshimasa Inoue
  - Arrangement: Ryō Yonemitsu
  - Artist: Kenta Satou